# Keiko Maeda
Keiko Maeda (jap. 前田桂子 Maeda Keiko; * 25. März 1980 in der Präfektur Hyōgo) ist eine ehemalige japanische Judoka. Sie war 1999 Weltmeisterin.

## Sportliche Karriere
Die 1,61 m große Keiko Maeda trat im Halbmittelgewicht an, der Gewichtsklasse bis 63 Kilogramm. 1998 gewann sie den Titel bei den Juniorenweltmeisterschaften in Cali. Bei den Weltmeisterschaften 1999 in Birmingham bezwang sie im Achtelfinale die Französin Celita Schutz, im Viertelfinale die Tschechin Danuše Zdeňková und im Halbfinale die Ungarin Eszter Csizmadia. Den Weltmeistertitel gewann sie durch einen Finalsieg über die Belgierin Gella Vandecaveye. Im Mai 2000 erkämpfte sie eine Bronzemedaille bei den Asienmeisterschaften in Osaka. Bei den Olympischen Spielen in Sydney schied sie in ihrem Auftaktkampf gegen Celita Schutz durch eine große Wertung (waza-ari) aus. Danach war sie noch bis 2005 bei internationalen Turnieren dabei, nahm aber nicht mehr an internationalen Meisterschaften teil.